# Schloen-Dratow
Schloen-Dratow is een Duitse gemeente in de Landkreis Mecklenburgische Seenplatte in Mecklenburg-Voor-Pommeren. Ze wordt door het Amt Seenlandschaft Waren met zetel in de stad Waren (Müritz) bestuurd.

## Geografie
De gemeente grenst aan Peenehagen, Groß Plasten, Möllenhagen, Ankershagen, Kratzeburg, Kargow en Torgelow am See. Ortsteile van de gemeente zijn Groß Dratow, Klein Dratow, Klockow, Neu Schloen, Oberschloen, Schloen, Schloener Kolonie en Schwastorf.

## Geschiedenis
De gemeente Dratow-Schloen ontstond op 1 januari 2012 uit de fusie van de tot dan toe zelfstandige gemeenten Groß Dratow en Schloen. Op 1 januari 2014 werd de gemeente Dratow-Schloen in Schloen-Dratow hernoemd.

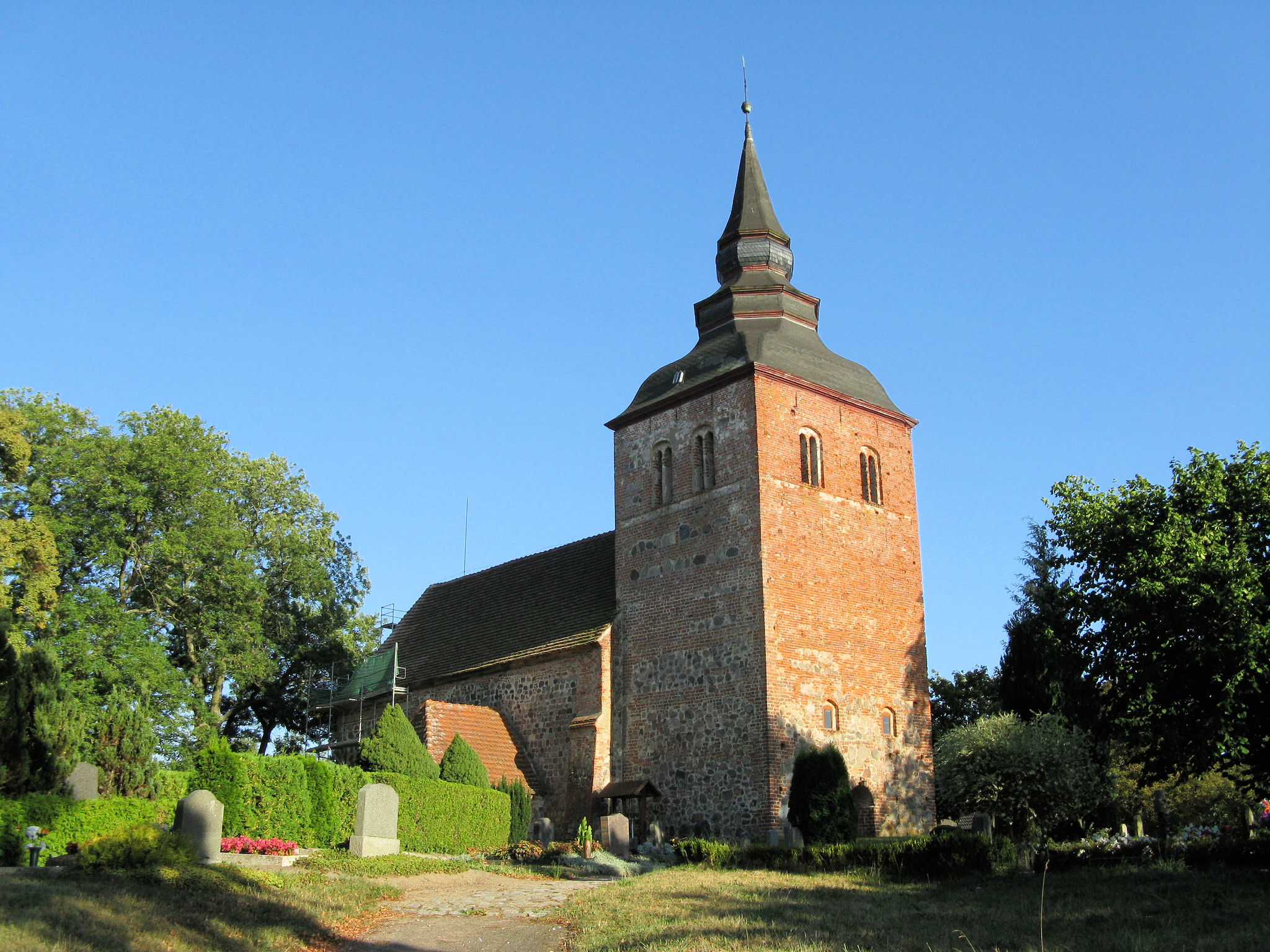
Kerk in Schloen
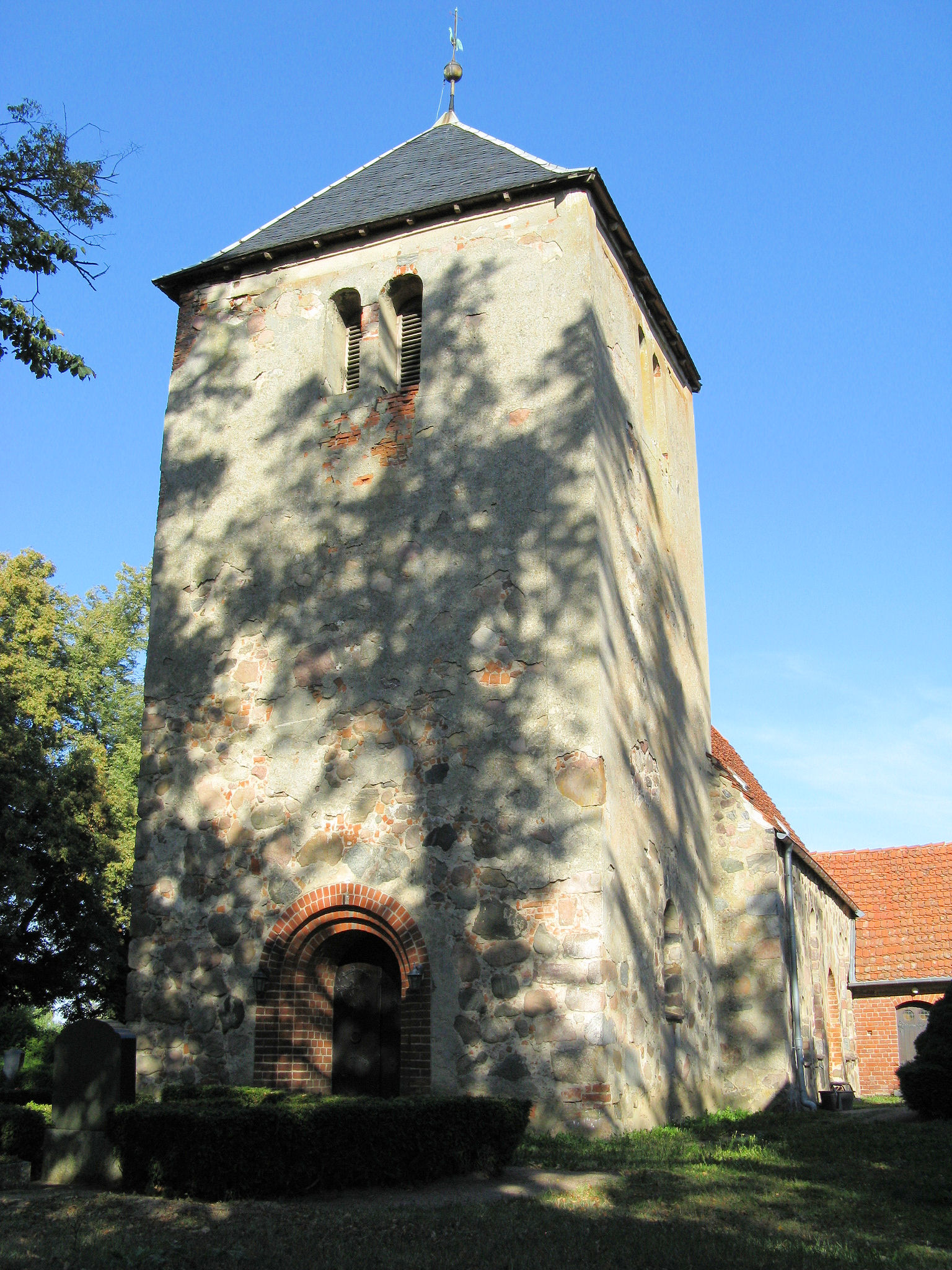
Kerk in Groß Dratow
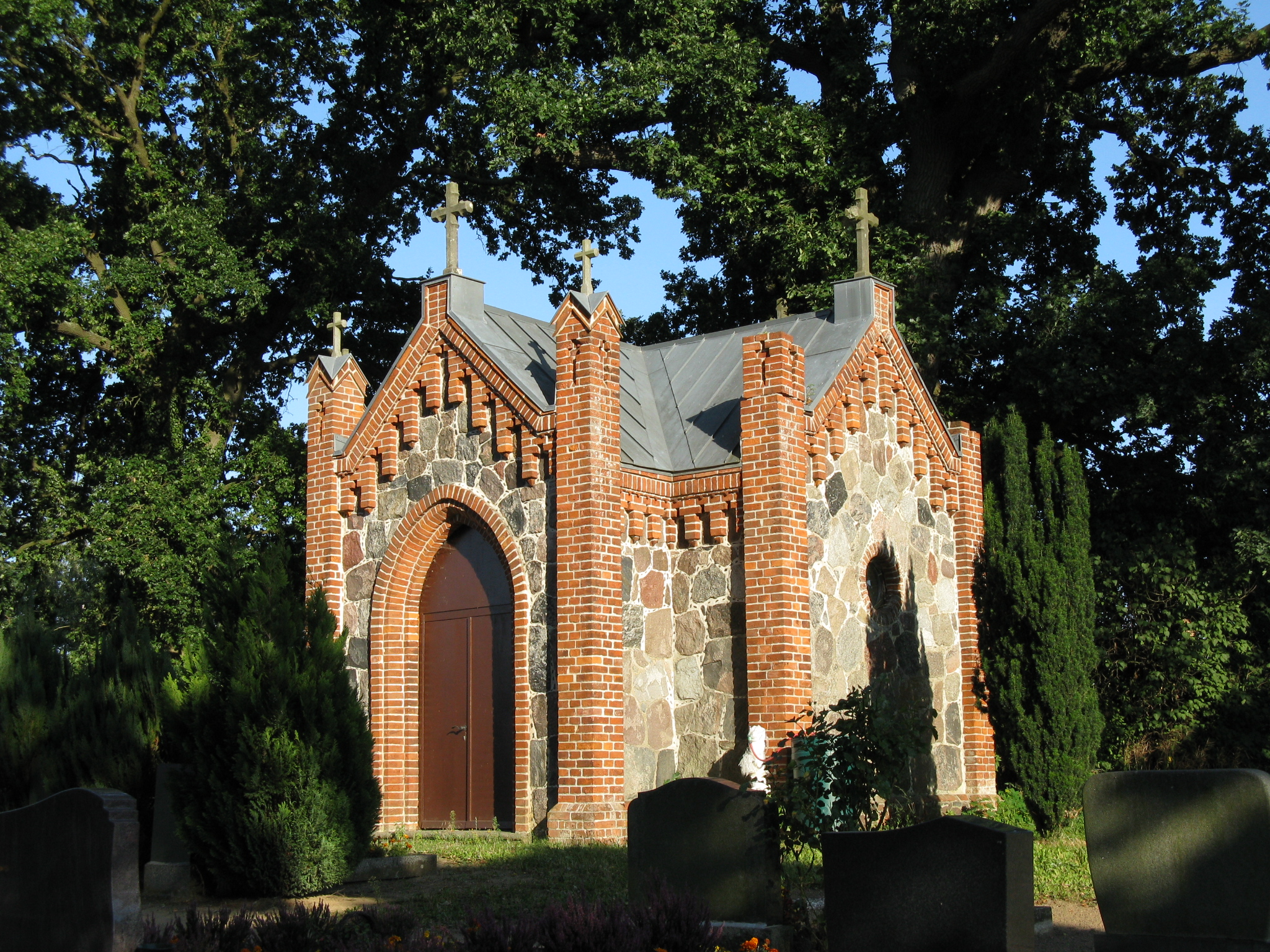
Kerkhofkapel in Schwastorf
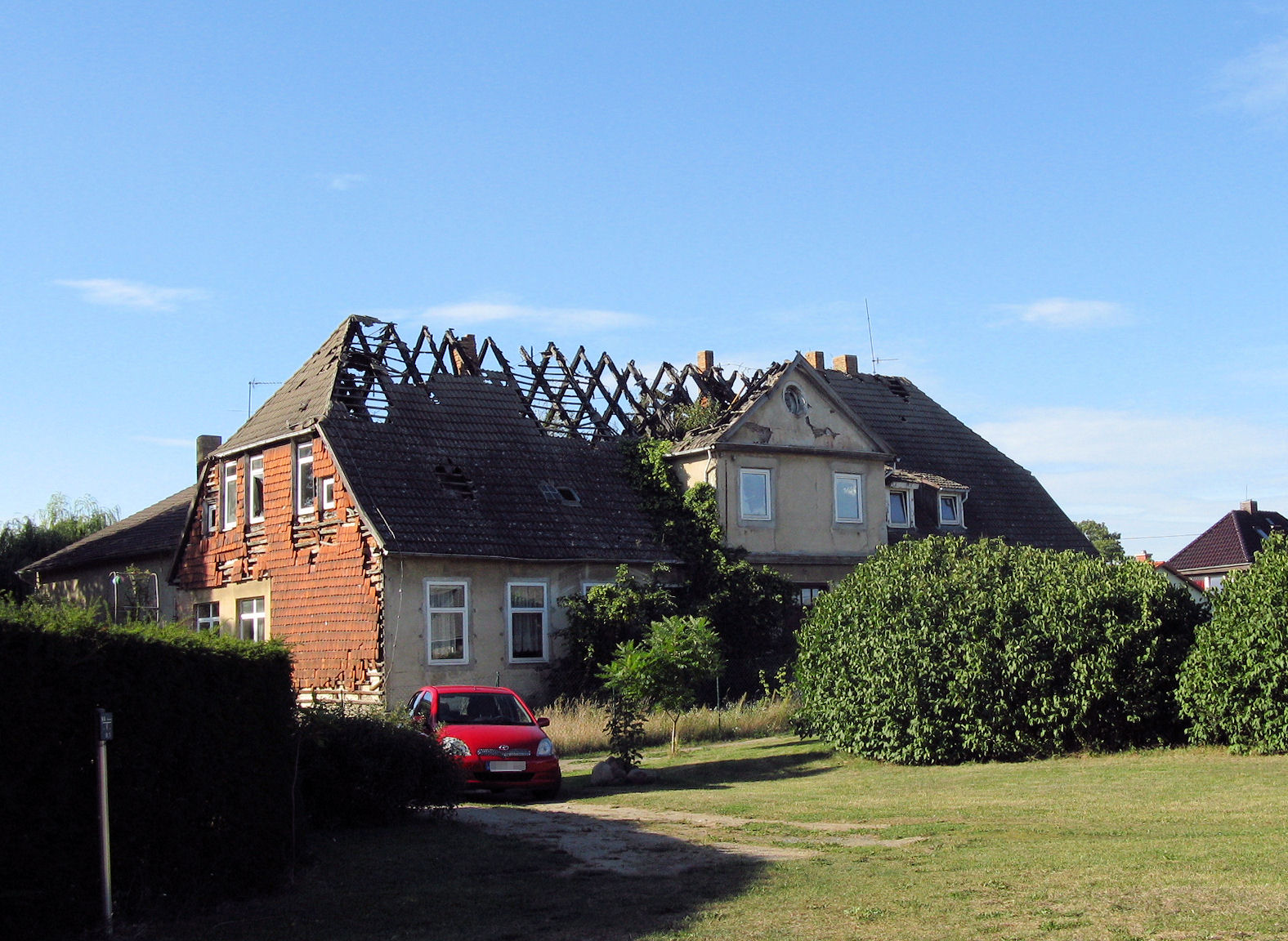
Ruïne van het landhuis Schwastorf